# 長図線
長図線（ちょうとせん）は中華人民共和国の国鉄路線。吉林省長春市と図們市を連絡する全長529 kmの路線で、瀋陽局に属している。中国から朝鮮半島北部に向かう主要路線の一つである。

## 概要
長図線の前身は長春 - 吉林間を結ぶ「吉長鉄路」および吉林 - 図們 - 会寧間を結ぶ「吉会鉄路」である。この2路線は満洲と朝鮮を連絡する路線であること、さらに当時ロシア（ロシア革命後はソ連）が経営していた東清鉄道に対抗する路線であることから日本にとって重要な鉄道路線と見なされていた。吉長鉄路は当初ロシアが敷設権を有していたが、日露戦争を経て1909年（明治42年）に南満洲鉄道（満鉄）が建設費の半分を貸し出して建設されることが決定し、1912年（大正元年）10月に開通した。一方の「吉会鉄路」は1909年（明治42年）に結ばれた「間島協約」により日本が敷設権を獲得したが、実際に着工する際に張作霖政権との交渉が難航し途中の敦化までの建設に留まっていた。1927年（昭和2年）10月に山本条太郎満鉄総裁と張作霖の間で敦化 - 図們間の建設に合意するも、張作霖の跡を継いだ張学良と日本の関係が悪化して合意の具体化には至らず、最終的には満洲事変が発生して満洲が日本の支配下に入るまで着工されることはなかった。一方で、停滞にじれた日本人入植者が吉林省と独自に交渉し、日中合弁の私鉄・天図軽便鉄路として開山屯 - 朝陽川 - 老頭溝間および朝陽川 - 局子街（後の延吉）間が1924年（大正13年）11月に開業していた。敦化 - 図們間の建設においては天図軽便鉄路の老頭溝 - 朝陽川 - 延吉間を利用することとなり、満洲国成立後の1932年（昭和7年）5月に敦化 - 老頭溝間の延伸、天図軽便鉄路の国有化（買収資金は満鉄が提供）と標準軌への改軌、延吉 - 図們間の建設が閣議決定され、翌1933年（昭和8年）9月に満洲国有鉄道京図線（新京 - 図們間）として開業した。
図們から先は豆満江（図們江）を渡る鉄道橋を介して南陽で北鮮東部線に接続しており、新京 - 羅津間を結ぶ国際急行列車が運行されるなど、日本海を経由して日満間を短絡するルートの一つとしての地位を確立していた。
なお、天図軽便鉄路の路線のうち京図線に含まれなかった朝陽川 - 開山屯間は朝開線と命名されて満洲国鉄の路線となっている。開山屯と朝鮮側の上三峰は鉄道橋で結ばれ、朝鮮・満洲連絡ルートの一翼を担った（朝鮮と満洲を連絡するルートとしては図們経由が主であった）。
第二次世界大戦後、満洲国が崩壊して新京の呼称が長春に戻されると共に長図線と改称した。満洲と朝鮮を結ぶ路線としての重要性は低下し、現在国際旅客列車の運用は無い。

## 主要駅一覧
長春 - 九台 - 吉林 - 蛟河 - 白石山 - 黄泥河 - 敦化 - 大石頭 - 安図 - 朝陽川 - 延吉 - 図們

## 接続路線
- 長春駅：京哈線、哈大線、長白線（中国語版）
- 吉林駅：瀋吉線
- 拉法駅：拉浜線
- 朝陽川駅：朝開線（中国語版）
- 図們駅：図佳線、図佳線、図琿線、南陽国境線